# Diana y Calisto (Tiziano)
Diana y Calisto es una pintura al óleo sobre lienzo (187,5 × 205,5 cm) de Tiziano Vecellio. Pintada en Venecia entre 1556 y 1559, es de propiedad conjunta de la National Gallery de Londres y la Galería Nacional de Escocia de Edimburgo, donde es expuesta de manera rotatoria.

## Historia
El trabajo fue encargado a Tiziano por el rey Felipe II de España, junto con su pareja Diana y Acteón, con la que comparte rasgos compositivos, como parte de una serie de siete (o seis) famosos lienzos que representan escenas de Las metamorfosis de Ovidio (Danae recibiendo la lluvia de oro, Venus y Adonis, Diana y Acteón, El rapto de Europa y Perseo y Andrómeda –la Muerte de Acteón, otro episodio de la historia de Diana, no se computa en algunas enumeraciones–). El encargo se produjo después de que el emperador Maximiliano II hubiera declinado la sugerencia del artista de pintarlas para él.
La serie permaneció reunida en la colección real española hasta 1704, cuando el primer monarca Borbón, Felipe V, se la ofreció al marqués de Gramont, embajador francés en España. Poco después fue adquirida por Felipe II de Orleans, regente de Francia, que consiguió reunir una de las más excelentes colecciones de pintura. En el contexto de la Revolución, la colección Orleans fue vendida por Luis Felipe II a un banquero de Bruselas en 1791 (dos años antes de ser guillotinado). Llegó a Londres en 1793 y fue comprada por un consorcio de tres aristócratas liderados por Francis Egerton, 3.er duque de Bridgewater, magnate de los canales y el carbón, que asignó para sí mismo una gran cantidad de piezas, incluyendo Diana y Calisto y Diana y Acteón de Tiziano, junto con ocho obras de Poussin, tres de Rafael y el autorretrato de Rembrandt con 51 años). Probablemente, Bridgewater fue incitado a la compra por su sobrino, George Leveson-Gower, 1.er duque de Sutherland, que heredó la colección de su tío a la muerte de éste en 1798. Gower expuso la colección al público en su mansión de Westminster (Bridgewater House), donde permanecieron durante siglo y medio. 
En septiembre de 1939, al comienzo de la Segunda Guerra Mundial, la colección fue trasladada a Escocia. Desde 1945 hasta 2012, se exhibió en la Galería Nacional de Edimburgo con la denominación de «préstamo Sutherland» o «préstamo Bridgewater» (Bridgewater loan o Sutherland loan). En agosto de 2008, el 7.º duque de Sutherland, Francis Egerton declaró su intención de poner a la venta parte de su colección, ofreciendo prioridad a los museos nacionales británicos si reunían cien millones de libras. La campaña para reunir dicha suma de dinero fue objeto de debate público. En marzo de 2012, la obra fue comprada conjuntamente por la Galería Nacional Escocesa y la National Gallery londinense por 45 millones de libras. Se exhibe en Londres, aunque hay un acuerdo para su traslado rotatorio entre ambas instituciones.
Entre 2020 y 2021, durante una ocasión excepcional y difícilmente repetible, la obra y su pareja Diana y Acteón se reunieron junto a las cuatro restantes del ciclo de las «Poesías» en una exposición que pasó por tres sedes: la National Gallery, el Museo del Prado de Madrid y el Museo Isabella Stewart Gardner de Boston. A su paso por el Prado,  la muestra se complementó con más obras de diversos maestros procedentes de la pinacoteca madrileña.
Una versión posterior de la pintura, realizada por el maestro en colaboración con su taller y exhibida en el Museo de Historia del Arte de Viena, presenta algunas alteraciones en las figuras, pero con el fondo conservado casi idéntico a la primera versión.
La repercusión de este grupo de obras fue amplia a lo largo de la historia. William Hazlitt escribió un encomio. Otros artistas fueron muy influidos por su contemplación, como J. M. W. Turner y Lucian Freud

## Descripción y estilo
La composición representa el momento en que la diosa Diana obliga a Calisto, su ninfa preferida, a desvestirse para tomar un baño con sus compañeras tras una jornada de caza, descubriendo su embarazo. Por orden de la diosa, Calisto es inmovilizada por las demás ninfas y le arrancan la ropa, dejando al descubierto su estado. Calisto se tumba en el suelo con sus extremidades agitadas, mientras que Diana, rodeada por su corte, aparece como jueza suprema, señalando a la ninfa y ordenándole abandonar su séquito. Entre los grupos hay una fuente que representa a Cupido, dios del amor, vertiendo agua de una vasija, erigida sobre una columna cuadrada decorada con escenas rectangulares talladas en el lateral.
El artista refleja la humillante exposición y destierro de Calisto de la casta corte de Diana, acentuando el dramatismo con su pincelada libre y expresiva. Los cuerpos de las ninfas y la diosa, bañados por una potente iluminación dorada, se integran en un paisaje –un recurso bastante habitual en la técnica de Tiziano, siguiendo el estilo de Giorgione– de árboles verdes y marrones al fondo por la izquierda, mientras que por el centro, al fondo, onduladas colinas y un sistema montañoso se recortan bajo un cielo nublado. Las voluptuosas carnes se sugieren en pinceladas enérgicas, mientras que los contornos de las figuras se disuelven a medida que las pinceladas más finas se barren sobre la superficie del lienzo, permitiendo dar mayor sensación de dinamismo y movimiento. Tanto los gestos como las posturas de los personajes de la obra complementan los de la composición de su pareja Diana y Acteón, al mismo tiempo que refuerza la tensión de la escena, como se puede apreciar en el rostro de Calisto, incapaz de hacer nada por evitar ser descubierta y en la firme posición de Diana, ratificando su decisión de expulsarla de su séquito.
Las telas representadas muestran las tonalidades típicas del clasicismo (azul, rojo y amarillo) demostrando que, pese a aplicar una pincelada rápida y empastada, el artista se preocupa por cuidar las calidades táctiles de las telas o de los complementos representados.